# Кирпичне (Бахмацький район)
Кирпи́чне (до 1930-тих хутір Карпичин) — колишнє село в Україні,  Чернігівській області, Бахмацькому районі.

## Історія
До Другої світової війни на хуторі Карпичин у початковій школі працював викладачем Салогуб. Тоді ж населення хутору постраждало внаслідок геноциду українського народу, проведеного урядом СССР 1932-1933[джерело?]. Німецька влада з 1941 по 1943. 
1 грудня 1991 населення села проголосувало за державну незалежність України. 
На початку 2000-их у селі Кирпичне проживало двоє осіб. Фактично, населений пункт був нежилим з 2010 чи 2011 року. 
18 червня 2013 року тринадцята сесія Чернігівської обласної ради затвердила рішення про зняття з обліку села. 